# Dzahui

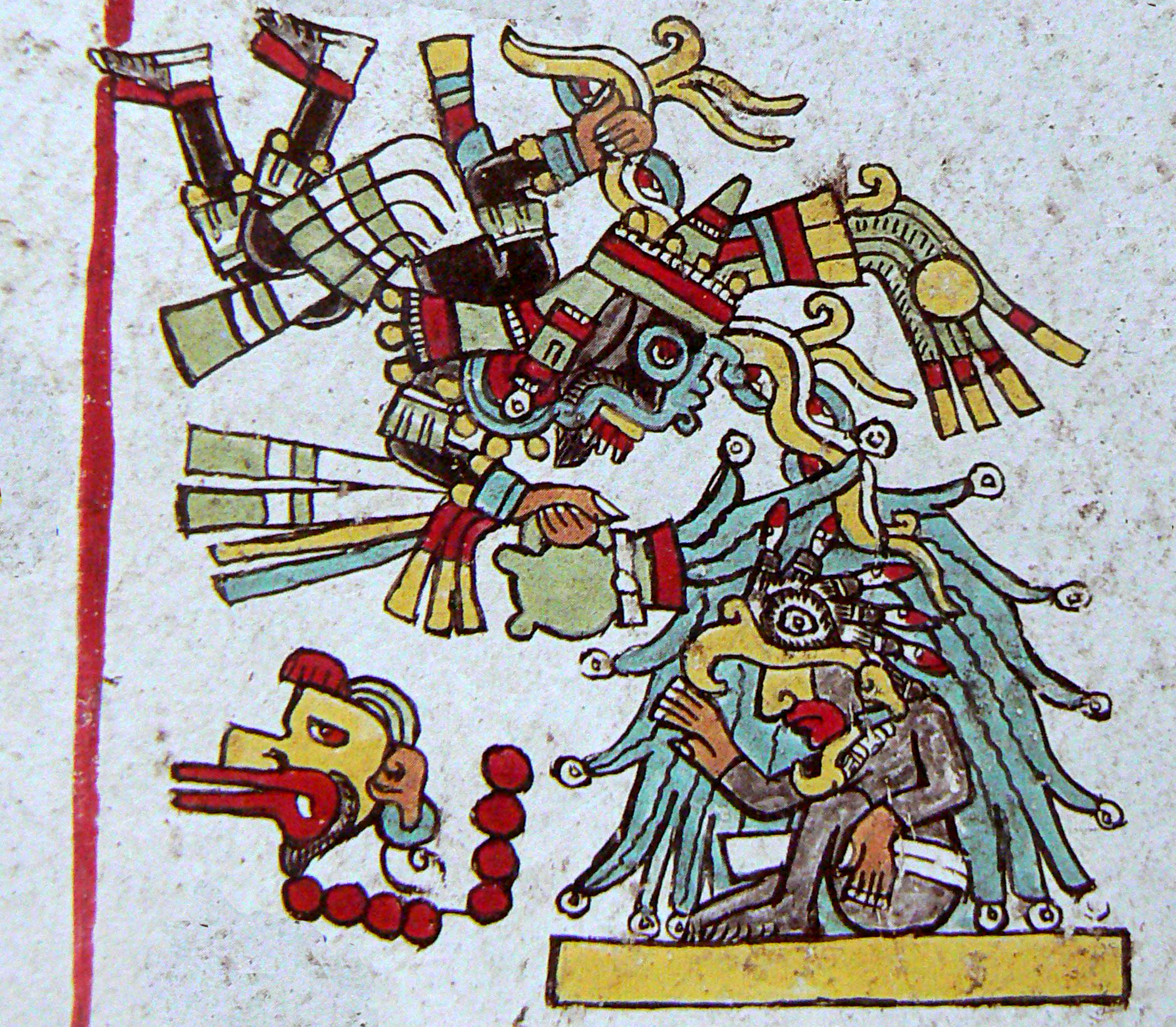
Representación de Dzahui de acuerdo con el Códice Vindobonensis.

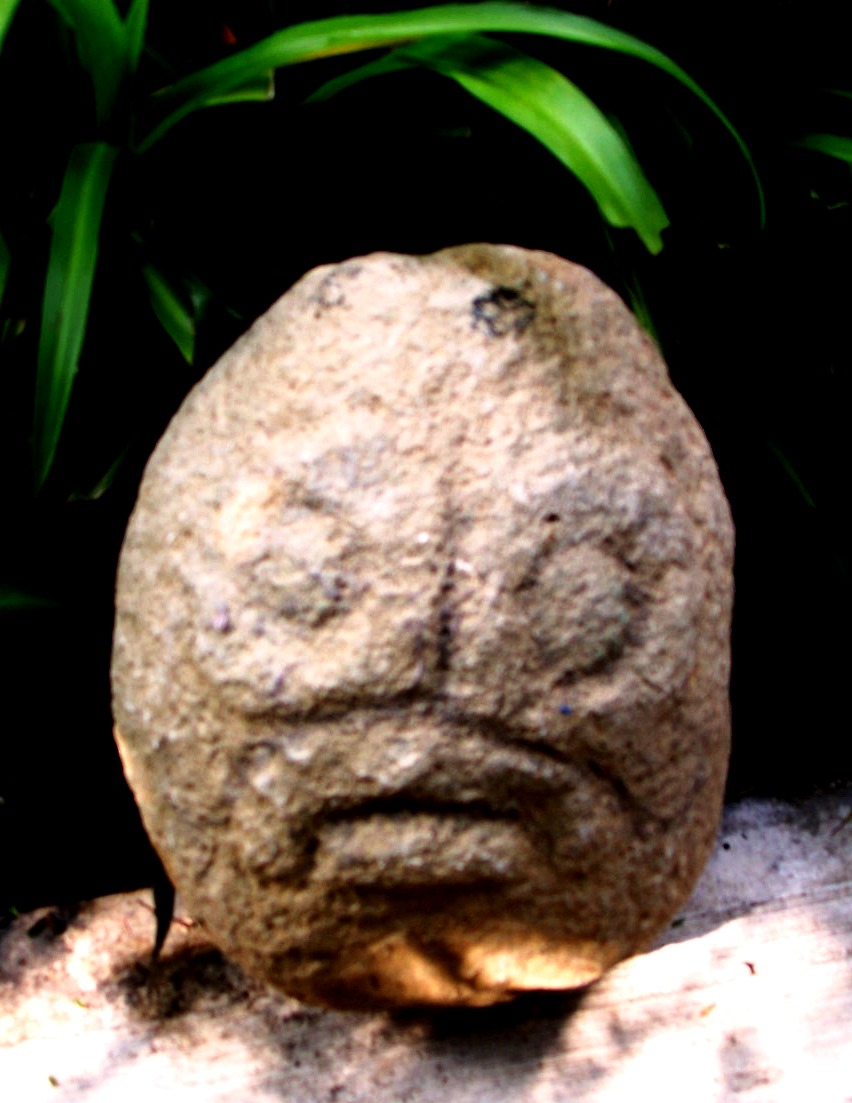
Escultura prehispánica en piedra en forma de gota representando a Dzahui, dios de la lluvia, encontrada en San Juan Achiutla, Oaxaca, México

Dzahui (del mixteco: Savi ‘lluvia’), Dzavui (AFI: [ʣawi]) o Savi (AFI: [saβi]) es el nombre que recibe el Dios de la Lluvia entre los mixtecos. Su nombre se traduce al español como lluvia, que también es el nombre de los mixtecos en su propio idioma: ñuu savi, el pueblo de la lluvia.
Durante la época precolombina, Dzahui fue la divinidad patrona de los mixtecos, que consideraban ser protegidos por este ser. Como otros ñuhu, Dzahui también fue petrificado cuando Ndicahndíí (del mixteco: Nikanchii ‘el sol’) apareció en el firmamento. A Dzahui se le identificaba especialmente con las piedras que tienen forma de gotas de agua.

## Cosmogonía
Dzahui corresponde al dios Tláloc de la cultura mexica, compartiendo con él ciertos rasgos, así como la iconografía, ya que se le representa con anteojera, bigotera y colmillos. En el códice Vindobonensis aparece bajando del cielo, bañando con un cántaro de agua a un futuro rey mixteco. 
Dzahui parece haber estado relacionado con la Serpiente Emplumada —una de las deidades cuyo culto se encontraba más extendido en Mesoamérica durante la época precolombina— puesto que uno de los nahuales de Nueve Viento era precisamente el remolino, la Coo Dzavui (del mixteco: Kòò Savi ‘serpiente de lluvia’) como se llama al huracán en la lengua mixteca. 
De acuerdo con el Códice Vindobonensis, fue Nueve Viento el que bajo esta forma se encargó de poner el cielo en su lugar, después de la creación primigenia de Uno Venado. En honor de la deidad de la lluvia, los mixtecos sacrificaban niños en las cumbres de las montañas, especialmente en tiempo de sequía, epidemias o de cosechas. 
Dzahui aparece en numerosas representaciones iconográficas de la cultura mixteca precolombina, realizadas especialmente en cerámica. También se le identifica en piezas realizadas con turquesa, una de las piedras más apreciadas entre los mesoamericanos.
El principal centro de culto de este dios se encontraba en Achiutla (Ñuu Ndécu en idioma mixteco) donde se adoraba el envoltorio sagrado de la divinidad. En la actualidad, el culto a las piedras savi permanece en varias regiones de la Mixteca, como San Juan Mixtepec, donde se adoran las piedras de Savi. El culto a la lluvia está relacionado con las festividades de San Marcos.